# Niari
Niari ist ein Departement der Republik Kongo mit der Hauptstadt Dolisie.

## Geographie
Das Departement liegt im Süden des Landes und grenzt im Norden und Nordwesten an Gabun, im Nordosten an das Departement Lékoumou, im Südosten an das Departement Bouenza, im Süden an die Demokratische Republik Kongo und die angolanische Exklave Cabinda und im Südwesten an das Departement Kouilou.
Ein Stück der Ostgrenze, zum Departement Lékoumou, wird durch den Fluss Louessé und seinem Nebenfluss Mpoukou beschrieben. Wichtige Flüsse sind im Nordwesten die Nyanga und im mittleren Teil des Departements die Kouilou/Niari und deren Nebenflüsse.

## Wirtschaft und Infrastruktur
Typische landwirtschaftliche Produkte sind Maniok, Mais, Soja, Bananen und Obst. Es werden Rinder, Schafe, Ziegen und Geflügel gehalten und es gibt Fischzucht. Da 58 % der Fläche Wald sind, spielt die Forstwirtschaft eine große Rolle. Die Industrie beschränkt sich so auf die Verarbeitung von Holz und landwirtschaftlichen Produkten.
Es gibt geringe Vorkommen an Eisenerz, Gold, anderen Metallen und Diamanten.
Durch das Departement führen die Nationalstraßen RN5 und RN6 und zwei Eisenbahnstrecken. In Dolisie gibt es einen Flughafen.